# Astropatricia marita
Astropatricia marita är en sjöstjärneart som beskrevs av McKnight 2006. Astropatricia marita ingår i släktet Astropatricia och familjen ledsjöstjärnor. Inga underarter finns listade i Catalogue of Life.